# Le Corbusier

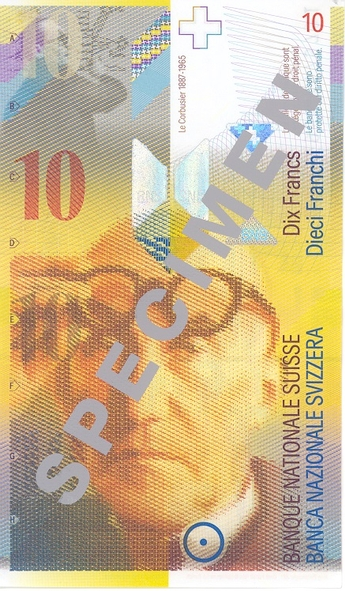
Imagem de Le Corbusier em uma nota de 10 francos

Charles-Édouard Jeanneret-Gris, mais conhecido pelo pseudónimo de Le Corbusier (La Chaux-de-Fonds, 6 de outubro de 1887 – Roquebrune-Cap-Martin, 27 de agosto de 1965), foi um arquiteto, urbanista, escultor e pintor de origem suíça e naturalizado francês em 1930. É considerado, juntamente com Frank Lloyd Wright, Alvar Aalto e Mies van der Rohe um dos mais importantes arquitectos do século XX. Conhecido por ter sido o criador da Unité d'Habitation, conceito sobre o qual começou a trabalhar na década de 1920.
Aos 29 anos mudou-se para Paris, onde adotou o seu pseudónimo, que foi buscar ao nome do seu avô materno, originário da região de Albi. A sua figura era marcada pelos seus óculos redondos de aros escuros. Morreu por afogamento, em 27 de agosto de 1965.

## Formação

Villa Fallet de 1905.

A importância de Le Corbusier advém, em grande parte, do seu enorme poder de síntese.[carece de fontes?]
Nas viagens que fez a várias partes do mundo, Le Corbusier contactou com estilos diversos, de épocas diversas. De todas estas influências, captou aquilo que considerava essencial e intemporal, reconhecendo em especial os valores da arquitetura clássica grega, como da Acrópole de Atenas.
Le Corbusier projectou a sua primeira casa com dezoito anos, em 1905, na sua cidade natal, La Chaux-de-Fonds, conhecida pela produção de relógios. Foi, aliás, essa a sua primeira actividade profissional. 
Nasceu numa família calvinista, onde recebeu uma formação moral que acentuava os contrastes entre o Bem e o Mal. Kenneth Frampton defende que esta atitude mental tê-lo-ia influenciado no sentido da "dialéctica" presente na sua obra (o diálogo entre o sólido e o vazio, a luz e a sombra).

### Viagem a Itália
Em 1907, ano em que também conheceu Tony Garnier, Le Corbusier faz uma viagem de dois meses e meio em Itália: Milão, Florença (em setembro), Siena, Bolonha, Pádua e Veneza (de outubro a inícios de novembro). Parte, de seguida, para Viena (onde fica 4 meses), via Budapeste.
Da visita a Itália, a influência mais marcante será, sem dúvida, a que realizou ao Mosteiro de Galluzzo em 1907 e que o inspirou para as suas construções, pelo que ao longo da sua vida muitas referências fez a esta sua visita. Na realidade ficou impressionado pela forma como a organização do espaço expressa as suas preocupações sócio-políticas (socialismo utópico): o local onde o silêncio e a solidão se conjugam com o contacto diário entre os indivíduos.
Em La Chaux-de-Fonds fará a aplicação prática das sua reflexões em relação a esta viagem, através de um projecto para uma escola de artes, onde, usando betão (concreto, no Brasil) armado, se dispunham três alas de ateliers (como as células do convento) em volta de um espaço comunitário coberto por uma pirâmide de vidro. Nota-se neste projecto (não construído) a razão por que Corbusier ficou tão impressionado com a Cartuxa de Ema, em Galluzo. As ideias socialistas já tinham, efectivamente, sido concretizadas arquitectonicamente por Jean-Baptiste André Godin, no seu Familistério. Esta foi a primeira vez que Le Corbusier sintetizava um modelo "clássico" de arquitetura segundo as suas ideias de funcionalidade. Mais tarde, a experiência da cartuxa de Ema estará presente, de forma disseminada e reformulada, em outros dos seus projectos, como as "cidades" que imaginou ou, de forma mais directa, no seu Immeuble-Villa de 1922.

### Viagem aAlemanhae "voyage d'Orient"
Em 1910, a escola de artes de La Chaux-de-Fonds envia Corbu (diminutivo muito usado) para a Alemanha, onde deveria estudar os novos movimentos de artes aplicadas. Le Corbusier escreverá, em consequência, um livro, "Estudo sobre o movimento de arte decorativa na Alemanha", que será publicado na sua terra natal a 1912. Em Berlim que entrará em contacto com Peter Behrens (com quem trabalha durante cinco anos), Walter Gropius e Mies Van der Rohe (algumas das figuras principais do Deutsche Werkbund).
Em 1911, ainda na Alemanha, encontra-se com Heinrich Tessenow, autor da cidade jardim de Hellerau. Duas das obras de Le Corbusier na sua terra natal, a Villa Jeanneret Perret (1912) e o Cinema Scala (1916) manifestarão uma grande influência deste arquitecto e de Behrens.
Em maio desse ano dirige-se para Dresden, de onde parte para a sua famosa "voyage d'Orient": Praga, Viena, Budapeste, Belgrado, Bucareste, Veliko Tarnovo, Gabrovo, Kasanlik, Istambul, Monte Athos, Atenas e sul de Itália. Foi acompanhado pelo seu amigo Auguste Klipstein. Ao longo desta viagem, documentada por diversos artigos, esboços, fotografias, irá desenvolver a sua perspectiva pessoal sobre a arte arquitectónica. A viagem resultará num livro, intitulado Voyage d'Orient (Viagem ao Oriente). A arquitetura turca terá, também, a sua influência nas teorias que defenderá. A Villa Schwob, em La Chaux-de-Fonds, chamada popularmente de "Villa Turca" é o exemplo mais flagrante (chega a insinuar a existência de um harém).
Os seus célebres "cinco pontos para uma nova arquitetura" estão claramente influenciados pelas referência orientais. Mais tarde, em 1931, ao visitar Espanha e, posteriormente, a Argélia e Marrocos, a sua tendência oriental reafirma-se, tanto nos projectos como nos textos que legou.
O uso da fachada livre e da planta livre (resultado directo da aplicação das estruturas por ele defendidas), presentes nos "cinco pontos" advém também da arquitetura oriental que propõe um átrio central que marca e determina a circulação e a disposição dos espaços e fachadas. Os próprios terraços, como na Villa Savoye são reminiscências da arquitetura do norte da África.
As suas noções de clareza das superfícies e precisão na disposição dos volumes, que estarão presentes no purismo, são também já pressentidos por Corbusier neste género de arquitetura tradicional. As paredes brancas de Argel parecem-lhe uma manifestação da própria natureza. Os seus estudos sobre a posição estratégica dos monumentos islâmicos em relação à topografia são determinantes, também, para as suas concepções sobre a forma como a arquitetura se relaciona e encoraja essa relação com a natureza.

### Viagem àAmérica do Sul
Em 1929 e 1936 fará outras duas viagens — que o influenciarão, ao mesmo tempo que denotam a influência que ele próprio já tem — à América do Sul. Inserida na altura em que desenvolvia o projecto da sua Ville Radieuse, a primeira destas viagens proporcionou-lhe a experiência de ver o Rio de Janeiro a partir do ar, guiado pelos aviadores Antoine de Saint-Exupéry e Mermoz. A disposição da cidade, entalada entre o mar e o relevo escarpado de origem vulcânica sugeriu-lhe a ideia de uma cidade-viaduto (cidade linear). Pensou, mesmo, para o Rio de Janeiro, uma estrada a acompanhar a costa, a cerca de 100 metros de altura, abrigando, debaixo dela, quinze andares com possibilidade para criar habitações. Algo semelhante foi pensado para Argel (o projecto Obus — por formar uma curva que se assemelhava à trajectória de uma granada). Este género de cidade foi, depois, adoptado por arquitectos vanguardistas, defensores da anarquia, como Yona Friedman e Nicolaas Habraken.

## Obra

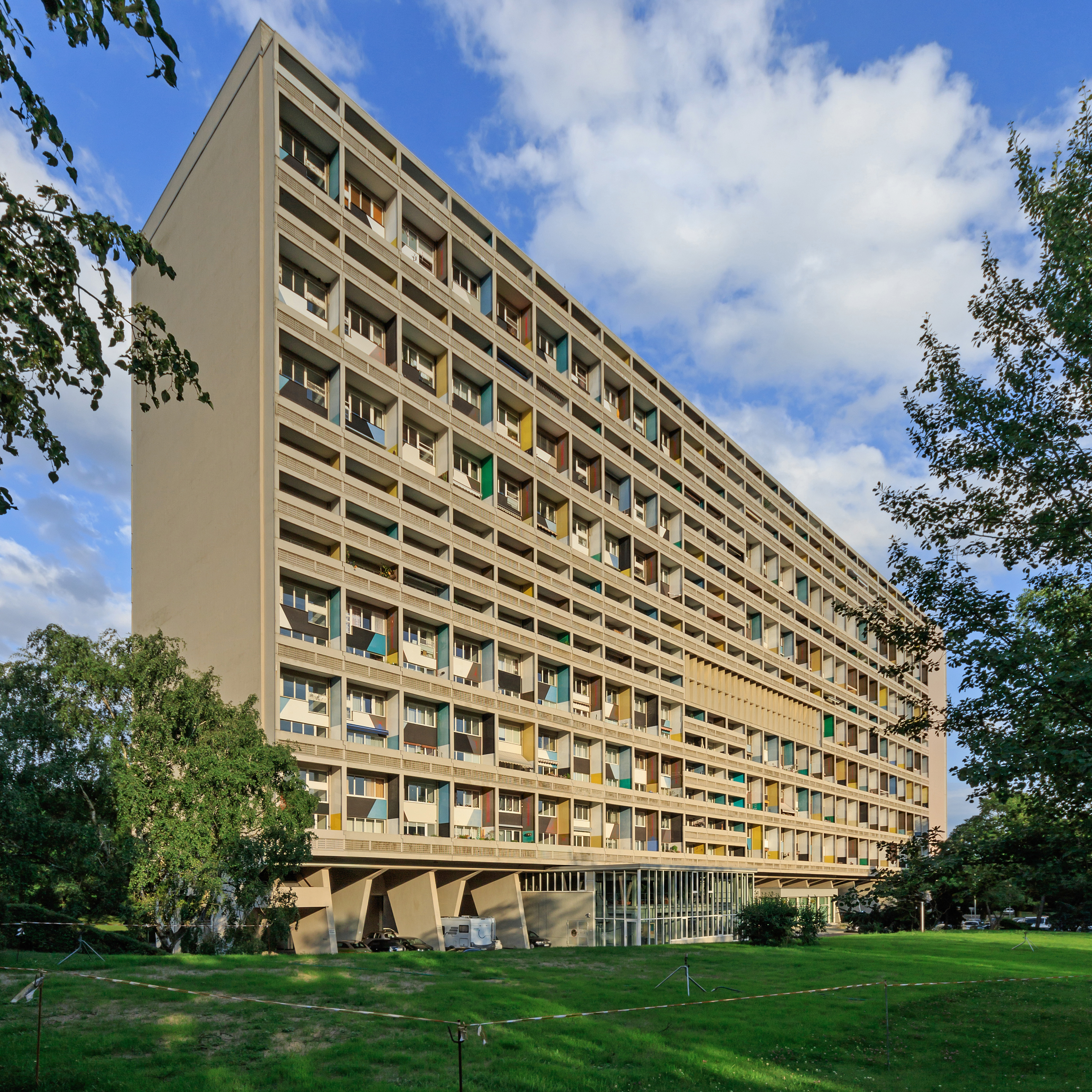
Unidade de habitação de Berlim de 1958.

Le Corbusier lançou, em seu livro Vers une architecture (Por uma arquitetura, na tradução em português), as bases do movimento moderno de características funcionalistas. A pesquisa que realizou envolvendo uma nova forma de enxergar a forma arquitetônica baseado nas necessidades humanas revolucionou (juntamente com a atuação da Bauhaus na Alemanha) a cultura arquitetônica do mundo inteiro.
Sua obra, ao negar características histórico-nacionalistas, abriu caminho para o que mais tarde seria chamado de international style ou estilo internacional, que teria representantes como Ludwig Mies van der Rohe, Walter Gropius, e Marcel Breuer. Foi um dos criadores dos CIAM (Congrès Internationaux d'Architecture Moderne).
A sua influência estendeu-se principalmente ao urbanismo. Foi um dos primeiros a compreender as transformações que o automóvel exigiria no planejamento urbano. A cidade do futuro, na sua perspectiva, deveria consistir em grandes blocos de apartamentos assentes em pilotis, deixando o terreno fluir debaixo da construção, o que formaria algo semelhante a parques de estacionamento. Grande parte das teorias arquitectónicas de Le Corbusier foram adaptados pelos construtores de apartamentos nos Estados Unidos.
Le Corbusier defendia, jocosamente, que, "por lei, todos os edifícios deviam ser brancos", criticando qualquer esforço artificial de ornamentação. As estruturas por ele idealizadas, de uma simplicidade e austeridade espartanas, nas cidades, foram largamente criticadas por serem monótonas e desagradáveis para os peões. A cidade de Brasília foi concebida segundo as suas teorias.
Depois da sua morte, os seus detractores têm aumentado o tom das críticas, apelidando-o de inimigo das cidades. É, no entanto, absolutamente, um nome de referência na história da arquitetura contemporânea.

### Os cinco pontos da nova arquitetura

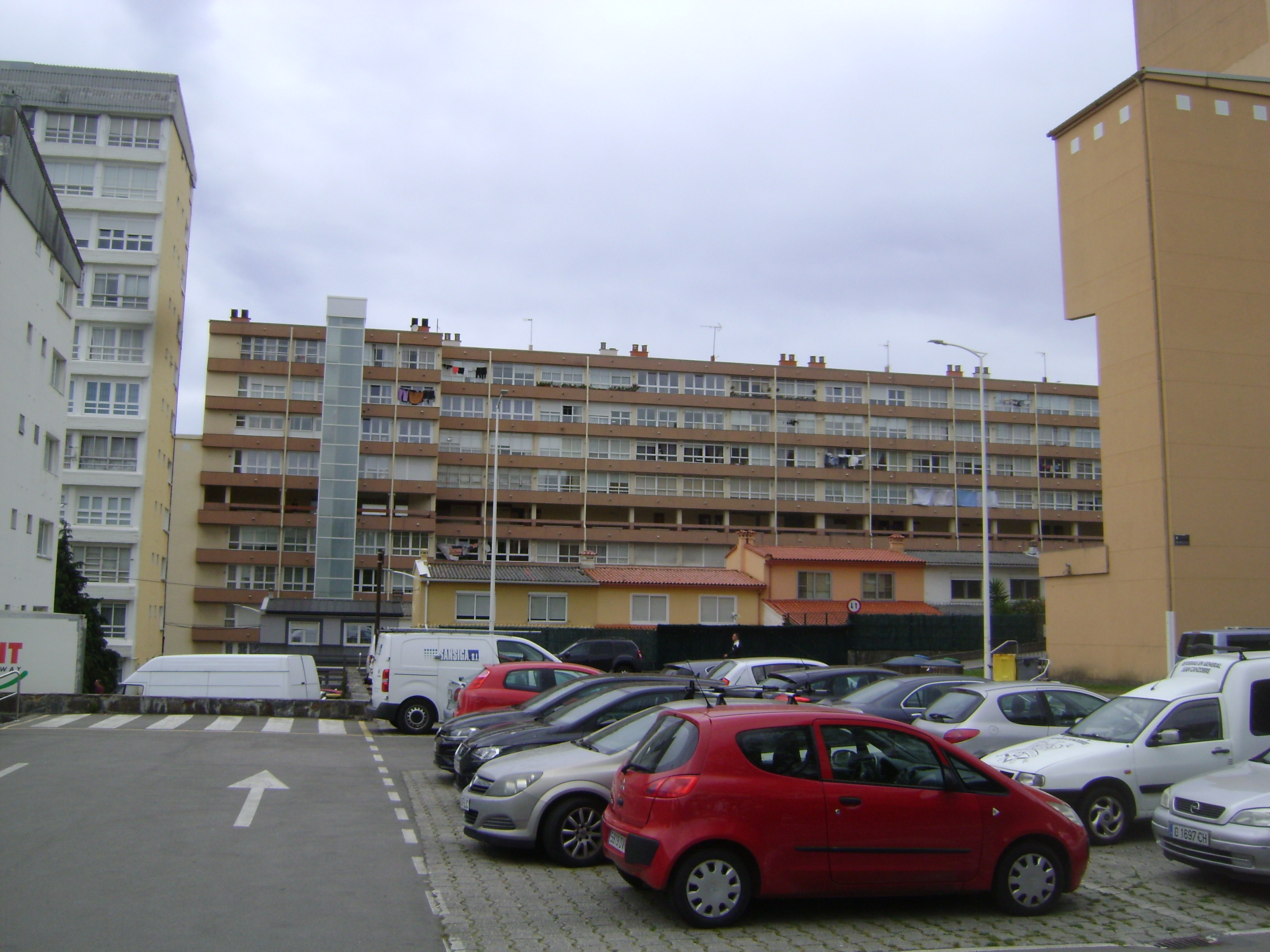
Imagem do Barrio de las Flores, Corunha, Galiza, (Espanha), construído sob influência de Le Corbusier.

Entre as contribuições de Le Corbusier à formulação de uma nova linguagem arquitetônica para o século XX se encontram estes cinco pontos, formalizados no projeto da "Villa Savoye":
Construção sobre pilotis.
Ao tornar todas as construções suspensas, cria-se no ambiente urbano uma perspectiva nova. Uma inédita relação "interno-externo" criar-se-ía entre observador e morador.
Terraço-jardim.
Não mais os telhados do passado. Com o avanço técnico do betão-armado (concreto no Brasil), seria possível aproveitar a última laje da edificação como espaço de lazer.
Planta livre da estrutura
A definição dos espaços internos não mais estaria atrelada à concepção estrutural. O uso de sistemas viga-pilar em grelhas ortogonais geraria a flexibilidade necessária para a melhor definição espacial interna possível.
Fachada livre da estrutura
Consequência do tópico anterior. Os pilares devem ser projetados internamente às construções, criando recuos nas lajes de forma a tornar o projeto das aberturas o mais flexível. Deveriam ser abolidos quaisquer resquícios de ornamentação.
Janela em fita
Localizada a uma certa altura, de um ponto ao outro da fachada, de acordo com a melhor orientação solar.

### Cronologia

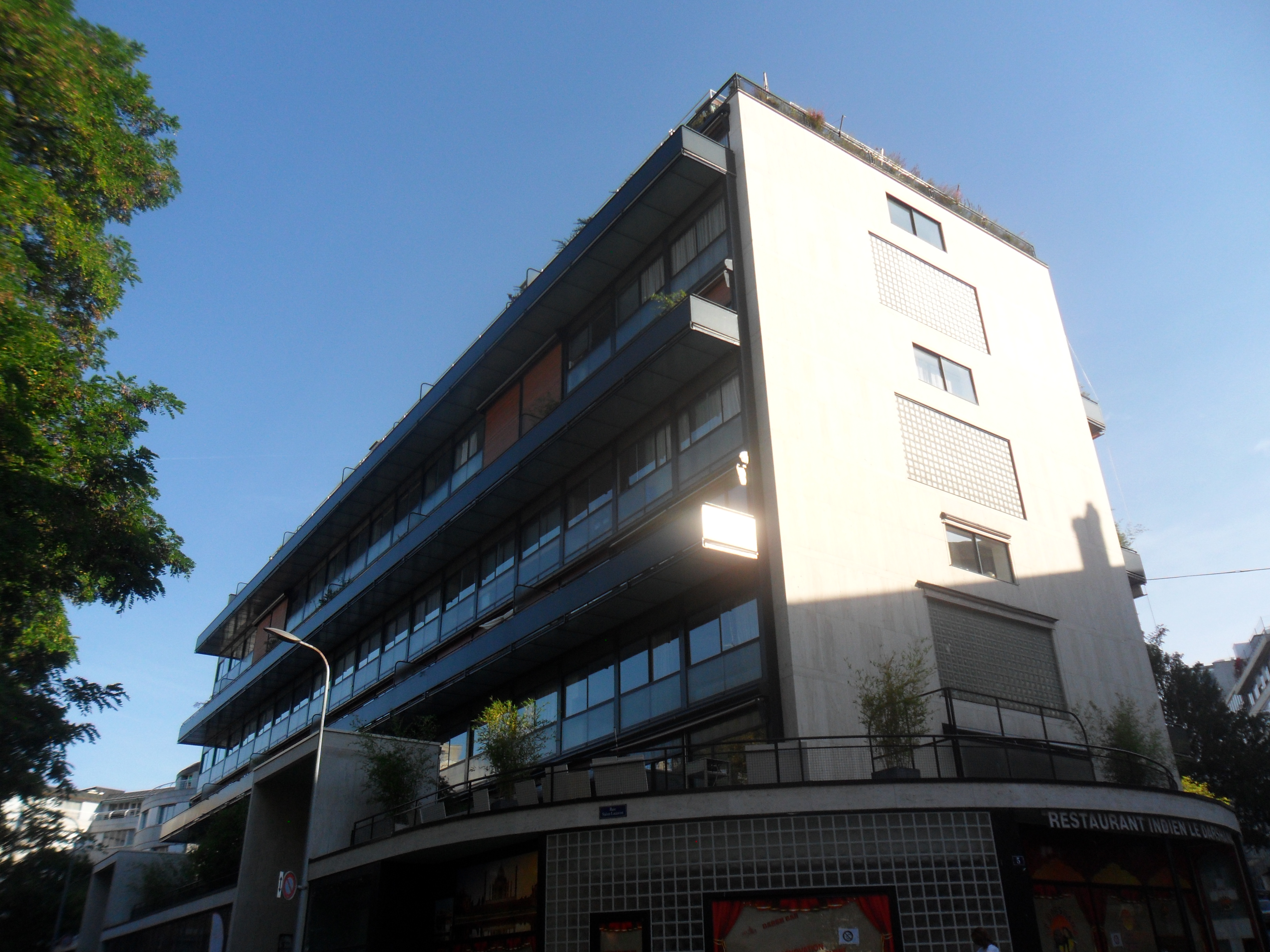
Immeuble Clarté de 1932.

- 1905 — Villa Fallet, La Chaux-de-Fonds, Suíça
- 1912 — Villa Jeanneret-Perret, idem.
- 1916 — Villa Schwob, idem.
- 1923 — Villa LaRoche/Villa Jeanneret, Paris, França
- 1924 — Pavillon de L'Esprit Nouveau, idem (demolido)
- 1924 — La maison du Lac Genebra, Suíça
- 1924 — Quartiers Modernes Frugès, Pessac, França
- 1926 — Villa Cook, Boulogne-sur-Seine, França
- 1927 — Weissenhof Siedlung, Stuttgart, Alemanha
- 1928 — Villa Savoye, Poissy-sur-Seine, França
- 1929 — Armée du Salut, Cité de Refuge, Paris, França
- 1930 — Pavillon Suisse, Cité Universitaire, idem
- 1932 — Edifício Le Corbusier, Genebra, Suíça
- 1933 — Tsentrosoyuz, Moscou, URSS
- 1947–1952 — Unité d'Habitation, Marseille, França
- 1949 — Usine Claude et Duval, Saint-Dié-des-Vosges, França
- 1950–1955 — Chapelle Notre-Dame-du-Haut, Ronchamp, França
- 1951 – Maisons Jaoul, Neuilly-sur-Seine, França
- 1952–1959 — Edifícios em Chandigarh, Índia
  - 1952 — Haute Cour
  - 1952 — Musée et Galerie d'Art
  - 1953 — Secrétariat
  - 1953 — Club de kk Nautique
  - 1955 — Assemblée
  - 1959 — Ecole d'Art

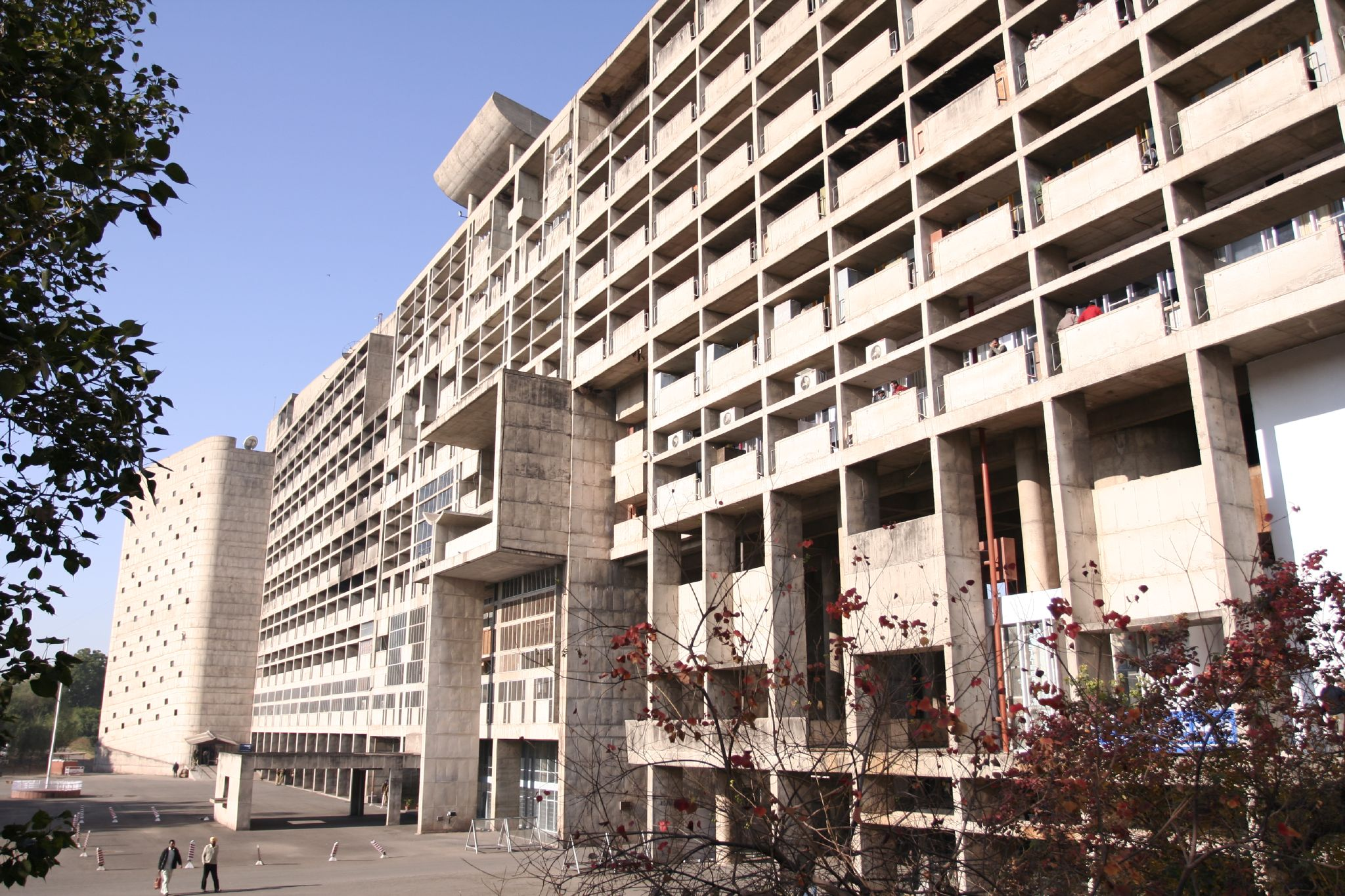
Edifício do Secretariado de Chandigarh de 1953.

- 1953 — Maison du Brésil, Cité Universitaire, Paris, França
- 1956 — Unité d'Habitation de Briey en Forêt, Briey en Forêt, França
- 1957-1960 — Convento Sainte-Marie de La Tourette, Lyon, França
- 1958 — Pavillon Philips, Bruxelas, Bélgica (demolida)
- 1960 — Unité d'Habitation de Firminy, Firminy, France
- 1961 — Carpenter Center for the Visual Arts, Universidade Harvard, Cambridge, Massachusetts | Imagem: Sítio | A região Le Corbusier inclui o sítio "Sítio", Património Mundial da UNESCO. |  |

Entre seus projetos mais famosos se encontram:
- Villa Savoye — uma das residências mais famosas do mundo. Le Corbusier aplicou aqui seus 5 pontos para uma nova arquitetura.
- Unidades de Habitação — a primeira construída (em Marselha) abriu caminho para a realização de mais três na França e uma na Alemanha Oriental. Estabeleceu a prática da construção modularizada e possibilitou ao arquiteto estudar as proporções humanas aplicadas ao projeto de edificações, sintetizadas em seu modulor.
- Conjunto de edifícios-sede da Organização das Nações Unidas — Nova Iorque, Estados Unidos, 1953. Embora não tenha chefiado a equipe que projetou o complexo, Corbusier exerceu um papel bastante ativo em seu projeto. O projeto é considerado um dos representantes máximos do International style.
- Palácio da Assembleia em Chandigarh, 1953. Assim como os outros edifícios da cidade, representa uma mudança na trajetória do arquiteto. Le Corbusier passa a adotar um partido mais brutalista em seus projetos.
- Chapelle Notre-Dame-du-Haut — capela em Ronchamp, França, 1955. Uma das capelas mais famosas do mundo, também representa uma virada na obra do arquiteto.

## Controvérsia
Existe um amplo debate sobre a natureza aparentemente volátil ou contraditória das posições políticas de Le Corbusier. Nos anos 1920, co-fundou e contribuiu com artigos sobre urbanismo para as revistas fascistas Plans, Prélude e L'Homme Réel. Também escreveu textos a favor do anti-semitismo Nazi para estas revistas, bem como "editoriais odiosos". Entre 1925 e 1928, Le Corbusier teve ligações ao Le Faisceau, um partido fascista francês de curta duração liderado por Georges Valois. Le Corbusier conhecia outro ex-membro do Faisceau, Hubert Lagardelle, um ex-dirigente sindical e trabalhista que se tinha distanciado da esquerda política. Em 1934, depois de Lagardelle ter obtido um cargo na embaixada francesa em Roma, arranjou para que Le Corbusier desse uma palestra sobre arquitectura em Itália. Lagardelle serviu mais tarde como ministro do trabalho na França de Vichy, o regime fantoche pró-Eixo durante a Segunda Guerra Mundial. Entretanto, Le Corbusier procurava comissões do regime, particularmente a remodelação de Marselha depois da sua população judaica ter sido removida à força, sem sucesso, a única nomeação que recebeu foi a de membro de uma comissão que estudava urbanismo. Alexis Carrel, um cirurgião eugenista, nomeou Le Corbusier para o Departamento de Bio-Sociologia da Fondation française pour l'étude des problèmes humains, um instituto que promovia políticas eugénicas ao abrigo do regime de Vichy.
Le Corbusier tem sido acusado de anti-semitismo. Escreveu à sua mãe em Outubro de 1940, antes de um referendo realizado pelo governo de Vichy: "Os judeus estão a passar um mau bocado. Ocasionalmente, sinto pena. Mas parece que a sua ganância cega por dinheiro apodreceu o país". Foi também acusado de desprezar a população muçulmana da Argélia, na altura parte de França. Quando Le Corbusier propôs um plano para a reconstrução de Argel, condenou a habitação existente para os argelinos europeus, queixando-se de que era inferior à habitada pelos argelinos indígenas: "os civilizados vivem como ratos em buracos", enquanto "os bárbaros vivem na solitude, no bem-estar". O seu plano de reconstrução de Argel foi rejeitado, e desde então Le Corbusier afastou-se em geral da política.

## Críticas
Poucos arquitectos do século XX foram tão elogiados, ou tão criticados, como Le Corbusier. No seu tributo a Le Corbusier na cerimónia fúnebre do arquitecto no átrio do Louvre, a 1 de Setembro de 1965, o Ministro da Cultura francês André Malraux declarou: "Le Corbusier tinha alguns notáveis rivais, mas nenhum deles teve a mesma importância na revolução da arquitectura, porque nenhum deles suportou insultos tão pacientemente e por tanto tempo".
Muitas das críticas posteriores a Le Corbusier foram dirigidas às suas ideias sobre urbanismo. Em 1998, o arquitecto historiador Witold Rybczynski escreveu na revista Time:
"Ele chamou-lhe a Ville Radieuse, a Cidade Radiante. Apesar do título poético, a sua visão urbana era autoritária, inflexível e simplista. Onde quer que tenha sido experimentada- em Chandigarh pelo próprio Le Corbusier ou em Brasília pelos seus seguidores -falhou. A padronização revelou-se desumana e desorientadora. Os espaços abertos revelaram-se hostis; o plano imposto burocraticamente, socialmente destrutivo. Nos EUA, a Cidade Radiante tomou a forma de vastos esquemas de revitalização urbana e projectos de habitação pública que prejudicaram o tecido urbano irreversivelmente. Hoje, estes mega-projectos estão a ser demolidos, à medida que os super-blocos dão lugar a fileiras de casas que fazem frente às ruas e passeios. Os centros urbanos descobriram que combinar, e não separar, diferentes actividades é a chave para o sucesso. Tal como é a presença de bairros residenciais dinâmicos, sejam eles antigos ou novos. As cidades aprenderam que preservar a história faz mais sentido do que começar do zero. Tem sido uma lição cara, e não uma que Le Corbusier pretendesse, mas faz também parte do seu legado".
O historiador da tecnologia e crítico arquitectónico Lewis Mumford escreveu no Yesterday's City of Tomorrow que as dimensões extravagantes dos arranha-céus de Le Corbusier não tinham qualquer razão de ser para além do facto de se terem tornado possibilidades tecnológicas. Os espaços abertos nas suas áreas centrais também não tinham razão de ser, escreveu Mumford, uma vez que na escala por ele imaginada não havia motivo para a circulação de peões no quarteirão de escritórios durante o dia de trabalho. Ao "acoplar a imagem utilitária e financeira da cidade arranha-céus à imagem romântica do ambiente orgânico, Le Corbusier produzira, de facto, um híbrido estéril".
Os projectos de habitação pública influenciados pelas suas ideias têm sido criticados por isolar comunidades pobres em arranha-céus monolíticos e quebrar os laços sociais essenciais ao desenvolvimento comunitário. Uma dos seus mais influentes detractores tem sido Jane Jacobs, que fez uma crítica devastadora às teorias de design urbano de Le Corbusier na sua obra emblemática Morte e Vida de Grandes Cidades.
Para alguns críticos, o urbanismo de Le Corbusier era um modelo para um estado fascista. Estes críticos citam o próprio Le Corbusier quando este escreve que "nem todos os cidadãos poderiam tornar-se líderes. A elite tecnocrática, os industriais, financeiros, engenheiros, e artistas deveriam ocupar o centro da cidade, enquanto os trabalhadores deveriam ser retirados para as periferias da cidade".

### Obras de Le Corbusier
- Os três estabelecimentos humanos; São Paulo : Editora Perspectiva, 1976
- Por uma arquitetura; São Paulo : Editora Perspectiva, 1998 (5a ed.)
- Planejamento urbano; São Paulo: Editora Perspectiva, 1976
- O Modulor. Tradução, introdução e notas de Marta Sequeira. Lisboa: Orfeu Negro, 2010
- «Le Corbusier's Early Homes in Switzerland» (em inglês)